# タロア島
タロア島（タロアとう、Taroa）は、マーシャル諸島、マロエラップ環礁を構成する島のひとつ。環礁の東部に位置し、環礁内では最大の島である。しばしばギルバート諸島のタラワと混同されてきた。
第二次世界大戦時には日本軍によって飛行場として使用された。日本軍はタラワにも基地を置いていたため、混同を避けるためにマロエラップ飛行場と呼ぶことが多かった。飛行場は大戦終盤に破壊され、その残骸は今日も島の周りに残される。
島内の日本軍は物資の不足に悩まされ、終戦までの戦没者約2050人のうち、7割近くが栄養失調による戦病死であった。1945年9月6日、島に残っていた守備隊がアメリカ軍との間で降伏文書に調印。日本軍は撤退した。
島は1970年代まで入植が行われなかった。現在は臨時滑走路が置かれ、コプラの生産が行われる経済の中心地である。